# ユージン・バード
ユージン・バード（Eugene Byrd、1975年8月28日 - ）は、アメリカ合衆国の俳優。

## 出演作品
- BONES ボーンズ -骨は語る- シーズン8（クラーク・エジソン）
- アメリカン・ホラー・ストーリー：精神科病棟
- ユーリカ ～地図にない街～ ファイナル・シーズン
- BONES ボーンズ -骨は語る-シーズン7（クラーク・エジソン）
- BONES ボーンズ -骨は語る-シーズン6（クラーク・エジソン）
- メンタリストシーズン2
- BONES ボーンズ -骨は語る-シーズン5（クラーク・エジソン）
- レイジング・ザ・バー 熱血弁護人シーズン2
- BONES ボーンズ -骨は語る-シーズン4（クラーク・エジソン）
- NUMB3RS ナンバーズ ～天才数学者の事件ファイル シーズン5
- Life 真実へのパズル シーズン2
- BONES ボーンズ -骨は語る- シーズン3（クラーク・エジソン）
- レールズ&タイズ（オーティス・ヒッグス）
- SHARK ～カリスマ敏腕検察官 シーズン1
- HEROES/ヒーローズ シーズン1
- 女検死医ジョーダン シーズン5
- WITHOUT A TRACE／FBI 失踪者を追え！ シーズン4
- ゴースト ～天国からのささやき シーズン1
- コンフェス
- ナイト・ストーカー
- 女検死医ジョーダンシーズン4
- ダーク・サファラー
- 1.0 【ワン・ポイント・オー】（ナイル）
- アナコンダ2（コール・バリス）
- チャーリー・シーンのハーパー★ボーイズ シーズン1
- ER X　緊急救命室 第10シーズン
- 弁護士ジャック・ターナー
- クリムゾン・アイランド
- 8 Mile（ウィンク）
- リフト
- NYPD BLUE ～ニューヨーク市警15分署 シーズン8
- サード・ウォッチ 第2シリーズ
- LAW & ORDER： 性犯罪特捜班 シーズン1
- サード・ウォッチ 第1シリーズ
- スリーパーズ（リッツォ）
- デッドマン
- フライング・キッズ
- LAW & ORDER　ロー&オーダーシーズン1
- ニューヨーク特殊部隊/E・S・U出動!
- マーダー・イン・ミシシッピ/炎の十字架
- モンスターズ
- マイリトルガール きらめきの夏
- LEGO スター・ウォーズ/フリーメーカーの冒険（ザンダー・フリーメーカー）
- スパイダーマン:フレンドリー・ネイバーフッド（ロニー・リンカーン）